# Josef Hurt
Josef Hurt (* 9. prosince 1964 Brno) je český římskokatolický kněz. Působil v řadě farností, v současné době působí v Římskokatolické duchovní správě u kostela sv. Michala v Brně. Provozuje také blog na signálech.cz. Deset let byl členem jezuitského řádu.

## Život
Vystudoval střední průmyslovou školu. V roce 1984 nastoupil na teologickou fakultu v Litoměřicích. Po druhém ročníku byl povolán ke dvouleté vojenské službě do Kežmarku. Čtvrtý ročník studia v roce 1989 přerušil a vstoupil do jezuitského řádu. Studia nakonec dokončil v roce 1996 ve Varšavě.
Poté působil coby jáhen krátce v Českém Těšíně, a zde byl 4. ledna 1997 vysvěcen na kněze. Poté strávil jeden a půl roku na Velehradě, od září 1998 se vrátil na sever Čech do Bohosudova. V roce 1999 jezuitský řád opustil. Dne 1. června téhož roku se stal administrátorem farnosti v Duchcově. Strávil také devět let jako farář v Mostě, poté rok v Římskokatolická farnost – arciděkanství Ústí nad Labem jako vysokoškolský kaplan. Poslední 4 roky působil jako administrátor farnosti Kryry na Podbořansku. Ve volném čase se věnuje historii, zejména povalečné církevní době. V roce 2016 publikoval ve sborníku věnovaný perzekuci církve (Církev za totality — lidé a místa. Sborník k životnímu jubileu opata Heřmana Josefa Tyla) článek věnovaný litoměřickému biskupovi Štěpánovi Trochtovi.
Od 1. září 2015 do 30. června 2023 působil jako administrátor (farář) v Brandýse nad Labem v pražské arcidiecézi, předtím 2 měsíce jako výpomocný duchovní. V současné době působí jako výpomocný duchovní v kostele sv. Michala v Brně. 

## Názory
Když byl v roce 2012 ze svého úřadu odvolán trnavský arcibiskup Róbert Bezák, označil Hurt způsob, jakým se tak stalo, za neuvěřitelný. Stejně jako fakt, že mu byl zakázán pobyt na území arcidiecéze, když podle Hurta věnoval tři roky života její obnově.
Je zastáncem zdobrovolnění celibátu.